# Potorous gilbertii
Espèce
Statut de conservation UICN

 CR D : 
En danger critique
Le Potoroo de Gilbert (Potorous gilbertii) est une espèce de marsupiaux australiens très menacée. On pense qu'il en reste une quarantaine en vie. Quatre d'entre eux ont été lâchés sur l'île Pelée (en) pour y être à l'abri des prédateurs. Le nom de l'animal est dû à l'explorateur et naturaliste anglais John Gilbert (1812-1845) qui a été le premier à le décrire.

## Description

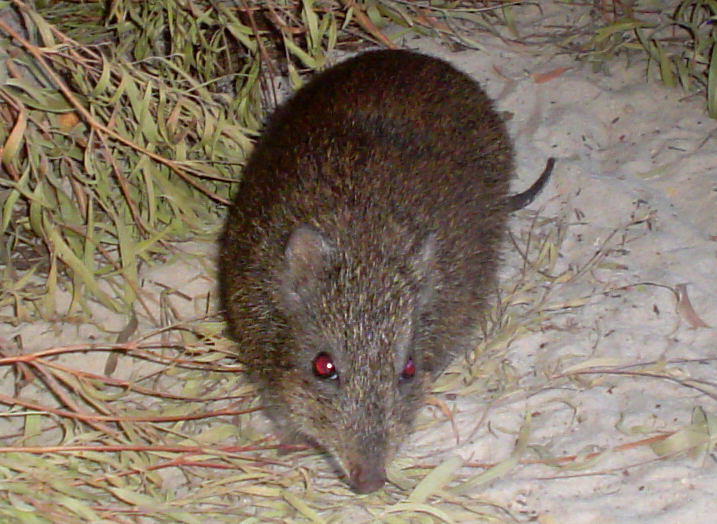
Un potoroo de Gilbert dans la Two Peoples Bay.

Le Potoroo de Gilbert mesure 28 cm de la tête à la base de la queue, sa queue mesurant 22 cm. Il pèse 850 g. Son pelage roux est parsemé de poils gris ; la tête courte et pointue est grise, tandis que le bas-ventre est blanc ; les oreilles sont relativement petites et rondes.

## Distribution et habitat
La seule population sauvage connue de Potorous gilbertii (une trentaine d'individus) est maintenue dans la réserve naturelle de Two Peoples Bay (en), une aire protégée de la région de la côte Sud-Ouest de l'Australie-Occidentale,. Son principal habitat est fait de bois denses pour se cacher et de clairières pour se nourrir.
En 2005, des spécimens de Potorous gilbertii ont été libérés sur l'île Pelée et dans le parc national de Waychinicup (en) pour créer des colonies de conservation.

## Alimentation
Il se nourrit surtout de végétaux.

## Mode de vie
Espèce considérée comme éteinte pendant 120 ans, le Potoroo de Gilbert est redécouvert en 1994, lorsqu'une population de ce marsupial australien est identifiée dans la réserve naturelle de Two Peoples Bay,. On dispose de peu de renseignements sur son mode de vie.